# 프랑스 공화국 보안 기동대

로고

프랑스 공화국 보안 기동대(Compagnies républicaines de sécurité, 프랑스어: [kɔ̃paɲi ʁepyblikɛn də sekyʁite]), 줄여서 CRS는 프랑스 국가 경찰의 일반 예비군이다. 이들은 주로 일반 보안 임무에 관여하지만 가장 잘 알려진 임무는 군중과 폭동 진압이다. DCCRS에는 파리, 릴, 렌, 보르도, 마르세유, 리옹, 메츠 등 7개 부서가 있다.
공공 질서와 군중 통제를 전문으로 하는 60개의 "일반 서비스" CRS 회사가 있다. 도시 지역의 고속도로 순찰을 전문으로 하는 9개의 "고속도로" 회사(프랑스어: Compagnies autoroutières), 그리고 6개의 "구역" 오토바이 부대(방어 구역당 1개). 2개의 추가 중대와 지역 회사에 행정적으로 연결된 여러 산악 파견대가 산악 구조를 전문으로 한다. 한 회사(CRS n°1)는 VIP 에스코트를 전문으로 한다. 국립 경찰 밴드(National Police Band)도 CRS 소속이다.
"일반 서비스" 회사의 CRS 장교 중 일부는 교차 훈련을 받았으며 여름 방학 동안 해변에서 구조원 역할을 한다.
"les CRS"라는 표현은 군대 전체를 의미한다. 여성 단수 "une CRS"는 회사를 의미하지만(명사 compagnie는 여성형임) 남성 단수 "un CRS"는 종종 "CRS 남자"를 의미하는 데 사용된다. 언론과 일반인은 진압 장비를 착용하고 헬멧을 착용한 경찰관을 의미하기 위해 "CRS"를 자주 사용한다. 그가 진정한 CRS인지, 경찰관인지, 헌병인지에 관계없이 말이다. "trois CRS"라는 형식은 이론적으로 세 개의 회사를 의미하지만, 세 명의 남자를 의미하는 데 사용된다.